# Episodi di Su e giù per le scale (quarta stagione)
La quarta stagione della serie televisiva Su e giù per le scale è stata trasmessa in anteprima nel Regno Unito dalla Independent Television tra il 14 settembre 1974 e il 7 dicembre 1974.
| nº | Titolo originale                       | Titolo italiano | Prima TV UK       | Prima TV Italia |
| -- | -------------------------------------- | --------------- | ----------------- | --------------- |
| 1  | A Patriotic Offering                   |                 | 14 settembre 1974 |                 |
| 2  | News from the Front                    |                 | 21 settembre 1974 |                 |
| 3  | The Beastly Hun                        |                 | 28 settembre 1974 |                 |
| 4  | Women Shall Not Weep                   |                 | 5 ottobre 1974    |                 |
| 5  | Tug of War                             |                 | 12 ottobre 1974   |                 |
| 6  | Home Fires                             |                 | 19 ottobre 1974   |                 |
| 7  | If You Were the Only Girl in the World |                 | 26 ottobre 1974   |                 |
| 8  | The Glorious Dead                      |                 | 2 novembre 1974   |                 |
| 9  | Another Year                           |                 | 9 novembre 1974   |                 |
| 10 | The Hero's Farewell                    |                 | 16 novembre 1974  |                 |
| 11 | Missing Believed Killed                |                 | 23 novembre 1974  |                 |
| 12 | Facing Fearful Odds                    |                 | 30 novembre 1974  |                 |
| 13 | Peace out of Pain                      |                 | 7 dicembre 1974   |                 |